# الثورة العباسية
اَلثَّوْرَة اَلْعَبَّاسِيَّةِ، والتي تدعى أحياناً بـ ثورة السواد، هي ثورة هاشميّة كبرى خرجت من ولاية خراسان في شرق دولة الخلافة وزحفت بإتجاه بقيّة الولايات في الغرب حتى وصلت إلى العراق ثم الشام وباقي أنحاء دولة الخِلافة، وكان هدفها الرئيسي هو إنهاء الحُكم الأمويّ للدولة الإسلاميّة والتي حكم فيها الأمويين بين 661 إلى 750 م (حيث دامت 89 عاماً) وقد سنّوا سنّة الوراثة في الحُكم، وقد كانت قيادة الثورة أساساً من بني العباس وهم سلالة عربيّة هاشميّة تعد السلالة الثانية العربيّة في الخلافة الوراثيّة بعد بني أمية فاستولت على معظم أنحاء البلاد وأمّنوها ودامت فعليّاً لـ 508 أعوام إلا أنها مرت بمراحل من القوّة ثم الضعف وتراجع النفوذ والانحسار بعد حوالي 100 عام.
وأما أسباب الثورة فقد كانت واضحة وجليّة آنذاك، فقد استفرد بني أمية بالخِلافة بعد ثلاثة عقود من وفاة النبيّ مٌحَمََد وتحديداً بعد انتهاء الخلافة الراشدة مباشرة بعد تنازل الخليفة الحسن بن علي عن الخِلافة لـ معاوية بن أبي سفيان الأمويّ كي تجتمع الأمة بعد تفرّقها على إثر مقتل الخليفة عثمان وعُرفت آنذاك بـ عام الجماعة، وقد توسّع الأمويون بشكل كبير تدريجياً على مرور السنين فحكموا إمبراطورية مُترامية الأطراف تحكم سكانًا غالبيتهم من غير العرب وقد تمت معاملتهم كمواطنين من الدرجة الثانية بغض النظر عما إذا كانوا قد اعتنقوا الإسلام أم لا وهو ما يتعارض مع مبدأ الأخوّة الإسلاميّة شرعاً وأنه لا فرق بين عربيّ وأعجميّ إلا بالتقوى، فقد أدى هذا السخط إلى تأليب الرأي العام ومع مرور الوقت استغلّ الأئمة العبّاسيون الأوائل هذا الغضب وحولوا أنظار اهتمامهم نحو خراسان لإنماء أنصارهم (وهي منطقة كبيرة تمتد من شرق إيران إلى غرب أفغانستان اليوم) وليجدوا النّاس آنذاك في ثورة العبّاسيين الخلاص لإعادة اعتبارهم مع اختلاف قوميّاتهم وعقائدهم وبالتالي يتمكن العبّاسيون من أن يتربعوا على عرش الخِلافة والقيادة.
ومما زاد من قوة الحجج كان قتل الحسين بن علي وسبي أهل بيته فيما يعرف بـ معركة كربلاء وبعد أجيال تم قتل حفيده زيدٌ والقضاء على ثورتيهما بشكل دمويّ ما أثار حفيظة العالم الإسلامي فهم أيضاً أبناء عمّ العبّاسيين فضلاً عن أسباب أخرى مثل تفضيل القيسيين على اليمانيين في بعض الأحيان إضافة إلى فساد بعض الخلفاء الأمويون خاصةً في الفترة الأخيرة واقتتالهم بين بعض كما أن ثورة البربر قد حققت الاستقلاليّة عن الحكم الأمويّ بالقوّة في ما يعرف اليوم بمنطقتي الجزائر والمغرب فكانت هذه الأسباب كافية إلى أن تهيء الأسباب للقضاء على حكم الأمويين.
ومما يعزز من شرعيّة الثورة العبّاسيّة بحسب داعميها هو أنهم من نسل العباس بن عبدالمطلب عمّ النبيّ مُحمّد وقد رفعوا شعار "الرضا من آل مُحَمَّد" ولبسوا السّواد وتبنّوه لعدّة أسباب، وقد شكلت هذه الثورة نهاية إمبراطورية ذو نزعة عربيّة وبداية دولة أكثر انفتاحيّة مُتعددة الأعراق في الشرق الأوسط كما أنها فتحت المجال للعلوم والترجمات وكانت حُقبتها تُمثل العصر الذهبيّ للإسلام وتشتهر باعتبارها واحدة من أكثر الثورات المُنظمة في التاريخ، كما تعد نظرياً أطول خِلافة إسلاميّة على مرور التاريخ حيث استأنف الحكم العبّاسي (صوريّاً) في القاهرة بعد عدة سنوات من الغزو المغولي للعاصمة العبّاسية بغداد عام 1258، وقد قامت من جديد في القاهرة بدعوة من المماليك منذ 1261 حتى 1517 بإجمالي 767 عاماً من وجود منصب الخليفة العبّاسي.

## الخلفية
بحلول عقد الـ 740، وجدت الدولة الأموية نفسها في حالة حرجة. فقد أدت أزمة الخلافة في 744 إلى الفتنة الثالثة، والتي اندلعت في جميع أنحاء الشرق الأوسط لمدة ثلاث سنوات. في العام التالي قاد الضحاك بن قيس الشيباني ثورة للخوارج استمر حتى عام 746. بالتزامن مع ذلك اندلع تمرد كرد فعل على قرار مروان بن محمد بنقل العاصمة من دمشق إلى حران، ما أدى إلى تدمير مدينة حمص أيضًا في 746. لم يكن مروان بن محمد قادراً حتى عام 747 على تهدئة الولايات؛ وبدأت الثورة العباسية خلال أشهر.
عين نصر بن سيار حاكمًا لخراسان من قبل هشام بن عبد الملك عام 738. وتولى منصبه طوال حرب الخلافة، وعينه مروان بن محمد حاكمًا في أعقاب ذلك.
كان حجم خراسان الواسع والكثافة السكانية المنخفضة يعنيان أن السكان العرب - العسكريين والمدنيين - عاشوا إلى حد كبير خارج الحاميات التي بنيت خلال انتشار الإسلام. وكان هذا على عكس بقية الولايات الأموية، حيث كان العرب يميلون إلى عزل أنفسهم في الحصون وتجنب التفاعل مع السكان المحليين. ترك المستوطنون العرب في خراسان أسلوب حياتهم التقليدي واستقروا بين الشعوب الإيرانية الأصلية. بينما كان الزواج المختلط مع غير العرب في أماكن أخرى من الإمبراطورية غير مستحب أو حتى محظورًا، أصبح شيئًا فشيئًا عادة في شرق خراسان. وبدأ العرب بتبني الزي الفارسي، ومع تأثر اللغتين ببعضهما تراجعت الحواجز العرقية.

## الأسباب
جاء دعم الثورة العباسية من أشخاص من مختلف العرقيات والمذاهب الفكريَّة، حيث دعم معظم المجتمع تقريباً المعارضة المسلحة للحكم الأموي بهدف التخلص منه. وإن كان واضحاً بشكل خاص بين المسلمين المنحدرين من أصول غير عربية، وعلى الرغم من استياء المسلمين العرب من الحكم الأموي والسلطة المركزية على أنماط حياتهم البدوية. فقد دعم كل من السنة والشيعة الجهود المبذولة للإطاحة بالأمويين، كما فعل الرعايا غير المسلمين في الخلافة الأموية الذين استاءوا من التمييز الديني.

### الاستياء بين المسلمين الشيعة
بعد معركة كربلاء التي أدت إلى مذبحة الحسين بن علي حفيد محمد، وأقاربه ورفاقه على يد الجيش الأموي عام 680 م، استخدم الشيعة هذا الحدث كشعار حشد للمعارضة ضد الأمويين. كما استخدم العباسيون ذكرى كربلاء على نطاق واسع لكسب التأييد الشعبي ضد الأمويين.
كانت الحركة الهاشمية (طائفة فرعية من الكيسانيين الشيعة) مسؤولة إلى حد كبير عن بدء الجهود النهائية ضد الدولة الأموية، في البداية بهدف استبدال الأمويين بعائلة حاكمة من أسرة علي. إلى حد ما حمل التمرد ضد الأمويين ارتباطًا مبكرًا بالأفكار الشيعية. وقد حدث بالفعل عدد من الثورات الشيعية ضد الحكم الأموي، على الرغم من أنهم كانوا صريحين بشأن رغبتهم في أن يصبح الحاكم من أسرة علي. حارب زيد بن علي الأمويين في العراق، بينما أسس عبد الله بن معاوية حكمًا مؤقتًا على بلاد فارس. ولم يؤد قتلهما إلى زيادة المشاعر المعادية للأموية بين الشيعة فحسب، بل أعطى أيضًا الشيعة والسنة في العراق وبلاد فارس شعار حشد مشترك. في الوقت نفسه أدى القبض على شخصيات المعارضة الشيعية الرئيسية وقتلهم إلى جعل العباسيين المنافسين الواقعيين الوحيدين على الفراغ الذي تركه الأمويون.
التزم العباسيون الصمت بشأن هويتهم، قائلين ببساطة أنهم يريدون حاكمًا من سلالة محمد الذي يوافق المجتمع المسلم على اختياره خليفةً. افترض العديد من الشيعة بطبيعة الحال أن هذا يعني وجود حاكم من أسرة علي، وهو اعتقاد شجعه العباسيون ضمنيًا لكسب دعم الشيعة. على الرغم من أن العباسيين كانوا ينتمون إلى قبيلة بني هاشم، خصوم الأمويين، يبدو أن كلمة «الهاشمية» تشير تحديدًا إلى عبد الله بن محمد بن الحنفية، حفيد علي وابن محمد بن الحنفية.
وفقًا للروايات التاريخية فقد توفي عبدالله بن محمد بن الحنفية عام 717 في الحميمة في منزل الإمام محمد بن علي العباسي، رب الأسرة العباسية، وقبل أن يموت عين محمد بن علي خلفًا له. وعلى الرغم من اعتبار الحكاية ملفقة، فقد سمحت للعباسيين في ذلك الوقت بحشد مؤيدي ثورة المختار الثقفي الفاشلة، الذين قدموا أنفسهم على أنهم من أنصار محمد بن الحنفية. وبحلول الوقت الذي كانت فيه الثورة تتقدم، كان معظم الشيعة الكيسانيين قد نقلوا ولائهم للسلالة العباسية (في حالة الهاشمية)، أو تحولوا إلى فروع أخرى من الشيعة والكيسانية التي لم يعد لها وجود.

### الاستياء بين المسلمين السنة غير العرب
تُذكر الدولة الأموية على أنها دولة عربية تتمحور حول العرب، يديرها ولمنفعة أولئك الذين كانوا عربًا من الناحية الإثنية على الرغم من أنهم مسلمون في العقيدة. استاء المسلمون غير العرب من وضعهم الاجتماعي الهامشي وسرعان ما انجروا إلى جانب معارضة العباسيين للحكم الأموي. وقد سيطر العرب على البيروقراطية والجيش، وسكنوا في حصون منفصلة عن السكان المحليين خارج شبه الجزيرة العربية. وحتى بعد اعتناقهم الإسلام، لم يتمكن غير العرب أو الموالي من العيش في هذه المدن. ولم يُسمح لغير العرب بالعمل لدى الحكومة ولا يمكن أن يشغلوا مناصب الضباط في الجيش الأموي ولا يزال يتعين عليهم دفع ضريبة الجزية لغير المسلمين. وتعرض غير المسلمين في ظل الحكم الأموي لنفس الأوامر. كان التزاوج العرقي بين العرب وغير العرب نادرًا. وعندما كان ذلك يحدث اقتصر فقط على زواج رجل عربي بامرأة غير عربية، في حين أن الرجال غير العرب عمومًا لا يتمتعون بحرية الزواج بامرأة عربية.
بدأ اعتناق الإسلام بشكل تدريجي. وإذا رغب غير العرب باعتناق الإسلام، فلا يتعين عليهم فقط التنازل عن أسمائهم، بل يجب عليهم أيضًا أن يظلوا مواطنين من الدرجة الثانية. ويجري «تبني» غير العرب من قبل القبائل العربية، على الرغم من أنهم لم يتبنوا اسم القبيلة في الواقع لأن ذلك قد يؤدي إلى تلوث النقاء العرقي العربي المتصور. بدلًا من ذلك أخذ غير العرب الاسم الأخير «مُحرّر (لاسم القبيلة)»، حتى لو لم يكونوا عبيدًا قبل اعتناق الإسلام. وهذا يعني أنهم كانوا خاضعين للقبيلة التي رعت اعتناقهم له.
على الرغم من أن معتنقي الإسلام شكلوا ما يقرب من 10% من السكان الأصليين - معظم الناس الذين يعيشون تحت الحكم الأموي لم يكونوا مسلمين - إلا أن هذه النسبة كانت كبيرة بسبب العدد القليل جدًا من العرب. وبالتدريج فاق عدد المسلمين غير العرب عدد المسلمين العرب، ما تسبب في قلق النبلاء العرب. اجتماعيًا طرح هذا مشكلة حيث اعتبر الأمويون الإسلام ملكًا للعائلات العربية الأرستقراطية. وكانت هناك مشكلة مالية كبيرة إلى حد ما جرى طرحها على النظام الأموي أيضًا. إذا توقف معتنقو الإسلام الجدد من الشعوب غير العربية عن دفع ضريبة الجزية التي نص عليها القرآن لغير المسلمين، فإن الإمبراطورية ستفلس. وأدى هذا النقص في الحقوق المدنية والسياسية في نهاية المطاف إلى دعم المسلمين غير العرب للعباسيين، على الرغم من كونهم من العرب أيضًا.
حتى مع تبني الحكام العرب للأساليب الإيرانية الأكثر تطورًا في الإدارة الحكومية، كان غير العرب ممنوعين من تولي مثل هذه المناصب. ولم يُسمح حتى لغير العرب بارتداء الملابس ذات الطراز العربي، وكانت مشاعر التفوق العرقي العربي قوية جدًا والتي غرسها الأمويون. أدى الكثير من السخط الناجم عن هذا إلى ظهور حركة الشعوبية، وهي تأكيد على المساواة العرقية والثقافية لغير العرب مع العرب. اكتسبت الحركة دعمًا بين المصريين والآراميين والبربر، على الرغم من أن هذه الحركة كانت أكثر قوة بين الشعب الإيراني.